# Dendrobeania curvirostrata
Dendrobeania curvirostrata är en mossdjursart som först beskrevs av Robertson 1905.  Dendrobeania curvirostrata ingår i släktet Dendrobeania och familjen Bugulidae. Inga underarter finns listade i Catalogue of Life.